# The Company Men
The Company Men è un film del 2010 diretto da John Wells.
Wells, affermato autore e produttore soprattutto televisivo, esordisce come regista cinematografico scrivendo anche la sceneggiatura e curando la produzione del film che si avvale di un cast di grande livello con attori come Ben Affleck, Kevin Costner, Chris Cooper, Maria Bello e Tommy Lee Jones.
Uscita in anteprima al Sundance Film Festival 2010, la pellicola affronta le conseguenze della crisi economica contemporanea, dal punto di vista di alcuni manager che vengono improvvisamente licenziati dalla loro grande compagnia.

## Trama
Bobby Walker ha un ottimo lavoro, guadagna bene ed ha una bella famiglia. A soli 37 anni incarna la realizzazione del sogno americano. La sua vita viene però sconvolta quando la multinazionale per cui lavora, alle prese con la crisi, lo licenzia senza troppi scrupoli. Bobby si illude di poter trovare subito un nuovo lavoro non diverso dal precedente e così non considera minimamente di modificare il proprio tenore di vita. La moglie Maggie, che invece guarda in faccia la realtà, prospetta fin dall'inizio la possibile vendita della casa il cui mutuo non è realisticamente più affrontabile alla luce della nuova situazione.
Gene McClary, il braccio destro del capo dell'azienda, è contrario alla politica dei licenziamenti che, peraltro, passano tutti attraverso la sua amante Sally, in realtà impotente responsabile delle risorse umane. A seguito di una imminente fusione, l'azienda lancia una nuova campagna di licenziamenti che stavolta colpisce uno dei suoi ex colleghi più esperti, Phil Woodward, ed anche lo stesso Gene. Mentre Bobby col passare dei mesi si rassegna a cambiare stile di vita, per Phil il licenziamento è un forte trauma. Per Gene è una sorta di ricco prepensionamento, ma dal punto di vista umano è una sconfitta perché l'azienda era nata con lui.
A Bobby, dopo aver restituito l'auto ed aver messo in vendita la casa, non resta che tornare a vivere dai suoi genitori e umiliarsi accettando il lavoro da manovalanza offertogli da suo cognato, titolare di una piccola impresa edile. Il duro lavoro di manovale ridà un senso e una dignità alla vita di Bobby che grazie alla forza morale e all'amore della moglie esce così dalla crisi, cosa che non riesce a Phil che dopo rabbia, silenzi, sofferenze e umiliazioni, si suicida.
Gene dalla fusione della sua compagnia ha guadagnato molto denaro, così, dopo aver lasciato la moglie, decide di ripartire da zero e proprio dal settore cantieristico con il quale la compagnia era nata. Per attuare il suo progetto si affida ad uno staff dei più valenti, composto dai collaboratori che la compagnia nel corso degli ultimi tempi aveva licenziato, ma senza prendere con sé l'ex amante, che ancora impiegata nella GTX sente il peso di dover preparare le liste dei licenziati senza alcun margine di scelta sulle situazioni.
A capo del team pone Bobby Walker che, ringraziato il ruvido ma generoso cognato, può tornare con fiducia a vestire i panni del manager con una ventina di dipendenti in una palazzina del vecchio cantiere navale ormai in abbandono mentre la panoramica degli enormi docks portuali inattivi suggerisce la domanda se la nuova iniziativa avrà realmente successo in un mondo che cambia continuamente e abbandona il vecchio per un nuovo non sempre migliore.

## Produzione
Il film è diretto, scritto e prodotto da John Wells, già produttore delle serie televisive China Beach, E.R. - Medici in prima linea e The West Wing, grazie alle quali ha ottenuto, tra gli altri premi, sei Emmy Awards. Il primo attore ad entrare a far parte del cast fu Ben Affleck, nel settembre del 2008. La fase di casting ricominciò poi nel mese di marzo 2009, con l'ingresso nel cast di Kevin Costner e Tommy Lee Jones, e si completò nel mese di aprile, quando furono ingaggiati anche Craig T. Nelson, Rosemarie DeWitt e Maria Bello.
Le riprese si sono svolte tra i mesi di aprile e giugno 2009 nel Massachusetts, principalmente a Boston.

## Distribuzione
Il film è stato presentato il 22 gennaio 2010 al Sundance Film Festival. Nelle sale statunitensi è stato distribuito dal 21 gennaio 2011 a cura della The Weinstein Company. In Italia il film è stato distribuito direttamente in DVD & Blu-Ray a cura della 01 Distribution a partire dal 13 aprile 2011.

## Accoglienza

### Incassi
Negli Stati Uniti il film ha incassato circa 3,6 milioni di dollari.

### Critica
La rivista The Hollywood Reporter lo ha definito un film molto "forte" e poco "commerciale", spiegando come con The Company Men John Wells ha portato tutta la sostanza che aveva espresso nelle sue produzioni televisive sul grande schermo, concludendo con l'augurio che continui su questa strada. Anche altre testate hanno messo in luce come il film racconti un aspetto della crisi economica con un tono non certo "leggero", anche se comunque avvincente, ma forse un po' troppo rude per l'appetibilità degli spettatori.